# José María Castro Madriz

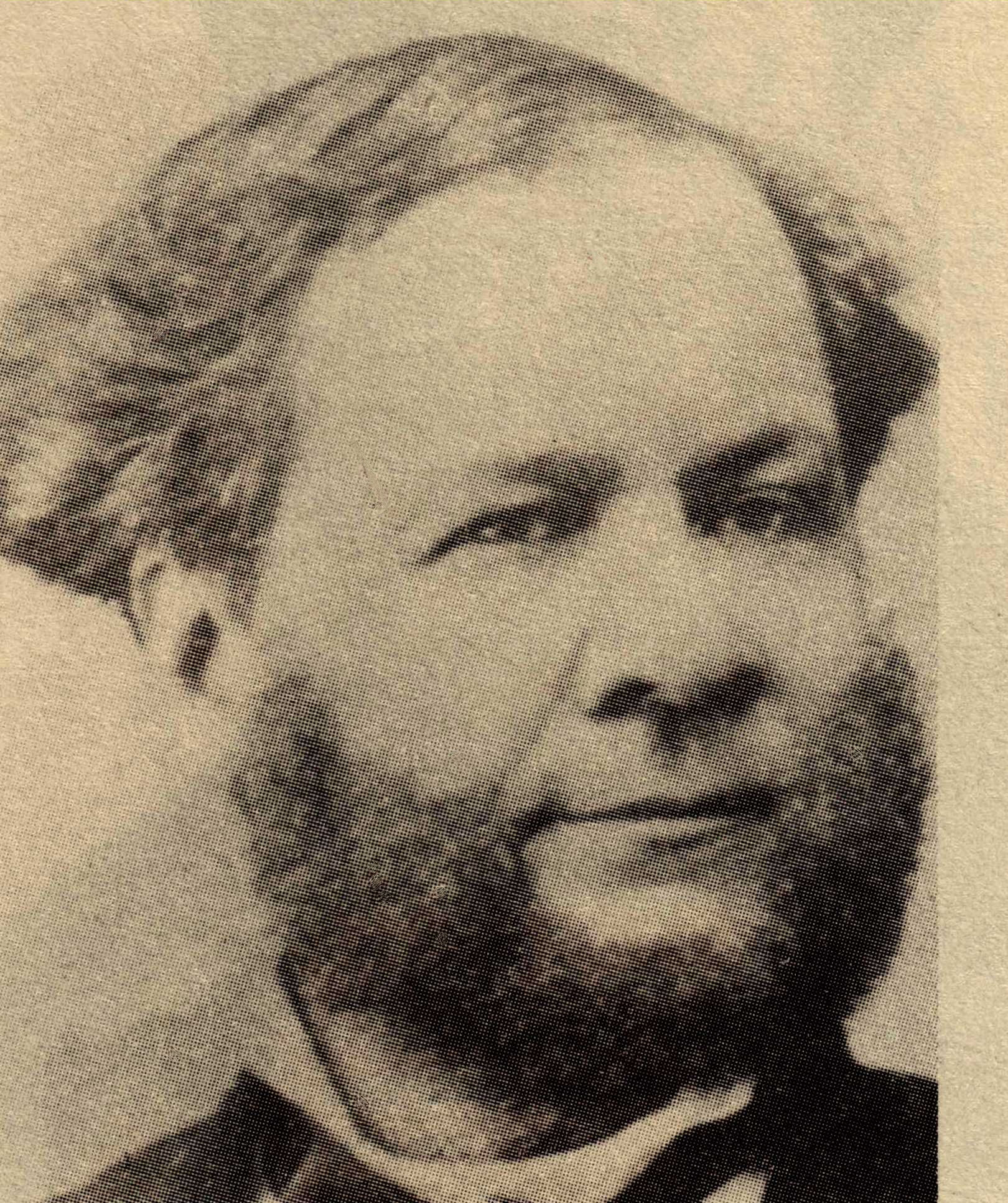
José María Castro Madriz

José María Castro Madriz (* 1. September 1818 in San José (Costa Rica); † 4. April 1892 ebenda) war von 1847 bis 1849 und von 1866 bis 1868 Präsident von Costa Rica.

## Leben

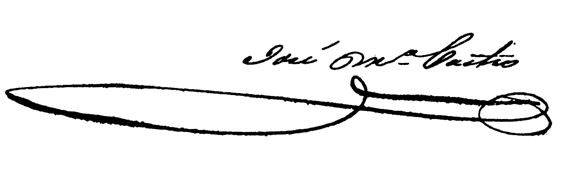
José María Castro Madriz

Bandera Costa Rica

### Herkunft und frühe Laufbahn
José María Castro Madriz wurde als Sohn von Lorenza Madriz y Cervantes und Ramón Castro y Ramírez geboren.
Madriz heiratete Pacífica Fernández Oreamuno, Tochter von Manuel José Fernández Chacón, sie nähte ihm auf die Fahne der Zentralamerikanischen Konföderation einen roten Streifen der Partido Liberal, womit die Farben der Trikolore zusammengestellt waren. 1850 wurde Castro auf einer Reise nach Frankreich, mit einem Orden der Ehrenlegion dekoriert.
Madriz war Bachelor der Philosophie und Doktor der Rechtswissenschaft der Universität von León (Nicaragua).
Er war Mitglied der Partido Liberal und antiklerikaler Freimaurer. Seine politische Karriere begann 1842 als Auditor de Guerra, Mitglied eines Kriegsgerichtes unter José Francisco Morazán Quezada.
Von 1842 bis 1844 war Madriz Ministro General und von April bis Juli 1844 war er Innen- und Außenminister im Regierungskabinett von José María Alfaro Zamora. Von 1844 bis 1846 war er Abgeordneter im Parlament, dem er vorsaß, ein Amt, welches mit der Stellvertretung des Jefe de Estado José María Alfaro Zamora verbunden war.

### Präsidentschaft 1847–1849
Bei den Wahlen vom April 1847 wurde Madriz für die Amtsperiode 1847–1853 gewählt. 1848 wurde der 15. September als Feiertag eingeführt.
In dieser Amtszeit wurden diplomatische Beziehungen und Handelsverträge mit mehreren europäischen Ländern aufgenommen und abgeschlossen. Mit der britischen Regierung von John Russell, 1. Earl Russell wurde über ein Protectorado británico Costa Rica verhandelt. Die Verfassung von 1847 wurde in eine Constitución reformada de 1848 umgeschrieben und räumte dem Präsidenten mehr Macht ein.
Ein niedriger Kaffeepreis führte zu mehreren Versuchen, seine Regierung zu stürzen. Aus Furcht vor einem Putsch von General José Manuel Quirós y Blanco gab er am 15. November 1849 sein Präsidentenamt an Miguel Mora Porras ab.
Als Expräsident widmete er sich in San José der Verwaltung seiner Güter. Nach dem Sturz von Mora Porras war er für kurze Zeit Außenminister im Regierungskabinett von José María Montealegre Fernández. Er saß der verfassungsgebenden Versammlung vor, welche 1859 eine neue Verfassung vorlegte.

### Corte Suprema
Entsprechend der Verfassung von 1859 setzte sich der Corte Suprema de Justicia de Costa Rica, der oberste Gerichtshof, aus einem Präsidenten, fünf Richtern und einem Staatsanwalt zusammen, welche durch das Parlament für eine Amtsperiode von vier Jahren gewählt wurden. In Costa Rica geborenen Rechtsanwälte werden als sechs rechtskundige Beisitzer berufen.
Am 24. April 1860, berief das Parlament die Mitglieder für die Amtsperiode 1860–1864, welche am 29. April 1860 vereidigt wurden: Vorsitzender: José María Castro Madriz; Richter: José Antonio Pinto Castro, Ramón Loría Vega, Vicente Sáenz Llorente, José Ana Herrera y Zeledón, José Rodríguez Zeledón, José María Ugalde und Alejandro Alvarado García; als Staatsanwalt: Camilo Esquivel Sáenz; Beisitzer: Rafael Ramírez Hidalgo, Juan Rafael Mata Lafuente, Félix Mata Lafuente, Alejo Jiménez, José Antonio Chamorro und Eustaquio Pérez.
1865 in seiner zweiten Amtszeit als Präsident des Corte Suprema de Justicia machte er einen Besuch in Bogotá als Bevollmächtigter der Regierung von Costa Rica und vereinbarte mit Teodoro Valenzuela dem Bevollmächtigten der kolumbianischen Regeriung und den Tratado Castro-Valenzuela über den Grenzverlauf zwischen Costa Rica und Kolumbien.
Am 8. Mai 1866 legte José María Castro Madriz sein Amt als Vorsitzender des obersten Gerichtes nieder, da er zum Präsidenten der Republik gewählt worden war und das Parlament bestellte Magistrado Manuel Alvarado y Barroeta zu seinem Nachfolger.

### Präsidentschaft 1866–1868
Bei den Wahlen im April 1866 wurde er für die Amtszeit von 1866 bis 1869 zum Präsidenten gewählt. In dieser Amtszeit wurde in der Bahía de Limón ein Schiffsanleger gebaut, sprich ein Seehafen eröffnet. Er schloss einen Vertrag über die Einrichtung einer Telegrafieverbindung zwischen Cartago und Puntarenas ab. 1868 eröffnete er den Schlachthof von San José. Jesús Jiménez Zamora ließ ihn am 1. November 1868, durch einen Militärputsch, stürzen.

### Cortocircuito
Per Dekret vom 18. Oktober 1870 legte Präsident Tomás Guardia Gutiérrez verfassungswidrig fest, dass der Corte Suprema de Justicia de Costa Rica aus einem Präsidenten, sieben Richtern und einem Staatsanwalt bestünde, welche von ihm, sprich der Regierung ernannt und abberufen würden. Auch Guardia ließ von den in Costa Rica geborenen Anwälte sechs seinem Gericht rechtverständig nach Gusto der Regierung beisitzen.
Der von Guardia ausgesuchte Corte Suprema de Justicia de Costa Rica hatte folgende Besetzung: Vorsitzender: José María Castro Madriz; Richter: José Antonio Pinto Castro, Ramón Loría Vega, Vicente Sáenz Llorente, José Ana Herrera y Zeledón, José Rodríguez Zeledón, José María Ugalde und Alejandro Alvarado García; Staatsanwalt: Camilo Esquivel Sáenz; Beisitzer: Rafael Ramírez Hidalgo, Juan Rafael Mata Lafuente, Félix Mata Lafuente, Alejo Jiménez, José Antonio Chamorro und Eustaquio Pérez.
Die Verfassung von 1871 legte fest, dass für die Bestellung der Mitglieder des Corte Suprema de Justicia de Costa Rica für die Amtszeit von vier Jahren das Recht des Parlamentes ist.
Am 7. Mai 1872 bestellte das Parlament die Mitglieder des Corte Suprema de Justicia de Costa Rica für die Amtszeit 1872–1876. Dieses oberste Gericht trat sein Amt am 8. Mai 1872 an, seine Mitglieder waren: Vorsitzender: José María Castro Madriz; Richter: Vicente Sáenz Llorente, José Ana Herrera y Zeledón, José Joaquín Rodríguez Zeledon, José María Ugalde, Alejandro Alvarado García; Juan José Ulloa Solares (Rücktritt angenommen am 8. Mai 1873), ersetzt durch Camilo Esquivel Sáenz (ab 12. Mai 1873), Salvador Jiménez Blanco; Staatsanwalt: Antonio Álvarez Hurtado; Beisitzer: Alejo Jiménez, Francisco Gallardo, Salvador Borbón, Adriano María Bonilla, Canuto Guerra und Eustaquio Pérez.
Am 16. November 1882 wurde er Mitglied der Real Academia Española.

### Außenminister
José María Castro Madriz trat von seinem Amt als Vorsitzender des obersten Gerichtes am 25. November 1873 zurück,
als er zum Außenminister ernannt wurde. Am 1. Dezember 1873 musste er von diesem Amt zurücktreten.
Von 1877 bis 1882 war er Außenminister im Regierungskabinett von Tomás Guardia Gutierrez und von 1882 bis 1885 war er Außenminister im Regierungskabinett seines Schwagers Juan Primitivo Próspero Fernández Oreamuno und setzte eine antiklerikale Politik durch.
Später war er Bevollmächtigter der Regierung von Costa Rica in bei den Regierungen von Zentralamerika.